# Chinese Coffee
Chinese Coffee est à l'origine une pièce de théâtre de l'américain Ira Lewis qu'Al Pacino a joué à Broadway avant d'en faire une adaptation en 2000.
La pièce a été adaptée en français et mise en scène par Richard Berry avec François Berléand au Théâtre de la Gaîté-Montparnasse en 2003.

## Synopsis
Harry Levine, un écrivain, a une conversation nocturne avec son ami et mentor Jake Manheim, photographe.
La conversation de ces deux artistes plus ou moins ratés oscille entre leurs difficultés d'argent, les femmes, la vie dans la métropole new-yorkaise, et le manuscrit du dernier livre d'Harry qu'il a prêté à Jake depuis un mois et que celui-ci prétend ne pas avoir encore lu...

## Fiche technique
- Titre français : Café chinois
- Titre original : Chinese Coffee
- Réalisateur : Al Pacino
- Scénario : Ira Lewis
- Producteurs : Michael Hadge, Larry Meistrich, Robert Salerno
- Genre : drame

## Distribution
- Al Pacino : Harry Levine
- Jerry Orbach : Jake Manheim
- Susan Floyd : Joanna
- Ellen McElduff : Mavis